# ТЕЦ Бидгощ-3
ТЕЦ Бидгощ-3 (ЕС-3) – колишня теплоелектроцентраль у однойменному місті на півночі Польщі.
У 1940-му німецька окупаційна влада почала зводити в Бидгощі потужний комплекс з виробництва вибухових речовин Dynamit AG Fabrik Bromberg. Він мав власну електростанцію з трьома турбінами, все обладнання якої в 1945-му було вивезене разом із заводом до СРСР (всього з цього гігантського комплексу на схід відправили 1800 залізничних вагонів). 
Повторно електростанцію запустили в 1956-му для обслуговування хімічного заводу Organika-Zachem. З сосновецької шахти Juliusz сюди перевезли два пиловугільні котли S20 та конденсаційну турбіну виробництва AEG потужністю 15 МВт. Крім того, встановили один котел ОР-100 та турбінний агрегат угорського виробництва, який складався із турбіни з протитиском Lang потужністю 6,4 МВт та генератора Ganz. 
В 1962-му станцію розширили за рахунок ще одного котла ОР-100 та турбіни чеського Першого Брненського машинобудівного заводу потужністю 12 МВт.
Наразі станція організаційно підпорядкована ТЕЦ Бидгощ-2 (завод Organika-Zachem припинив свою діяльність у 2013 році). Станом на середину 2010-х за нею рахувалась електрична потужність 21,4 МВт (турбіни AEG та Lang) та 4 котли: обидва S20, один з ОР-100, а також один 00-60, що забезпечувало 45 МВт теплової потужності.
У 2015-му станція вже не враховувалась при підрахунку електричних потужностей, проте могла підключатись до покриття пікових навантажень під час опалювального періоду.